# Demitro Michayluk
Pour les articles homonymes, voir Michayluk.
Demitro Wasyl "Dick" Michayluk (23 décembre 1911-2 janvier 1990) est un enseignant et homme politique provincial canadien de la Saskatchewan. Il représente la circonscription de Redberry à titre de député du Co-operative Commonwealth Federation et ensuite du Nouveau Parti démocratique de la Saskatchewan de 1960 à 1975.

## Biographie
Né à Blaine Lake en Saskatchewan, Michayluk est le fils de Wasyl Michayluk et de Dora Boytzun, tous deux immigrants provenant de l'ouest de l'Ukraine. Ayant grandi sur la ferme familiale, il étudie à Krydor (en) et à l'école normale de Moose Jaw. Il enseigne ensuite pendant 37 ans, principalement dans la région de Blaine Lake. En 1940, il époude Mary Solodiuk.
Il sert comme président de la chambre de commerce de Krydor et aussi comme conseiller au conseil municipal de cette ville. Après s'être retiré à Saskatoon, il y meurt à l'âge de 78 ans.